# Dolomedes toldo
Dolomedes toldo là một loài nhện trong họ Pisauridae.
Loài này thuộc chi Dolomedes. Dolomedes toldo được miêu tả năm 2003 bởi Alayón.